# اومه‌مویسا، شهرستان لنه
اومه‌مویسا (به لاتین: Uuemõisa) یک منطقهٔ مسکونی در استونی است که در دهستان ریدالا واقع شده‌است. اومه‌مویسا ۱٬۰۶۹ نفر جمعیت دارد.